# The Petticoat Sheriff
The Petticoat Sheriff è un cortometraggio muto del 1911 prodotto dalla Lubin Manufacturing Company. Il nome del regista non viene riportato nei credit del film, interpretato da Ethel Elder.

## Trama
Molly, la moglie dello sceriffo di Lucky Gulch, decide - dopo aver letto sul giornale di una donna eletta sindaco in una piccola città del Colorado - di candidarsi contro il marito. Vinte le elezioni, ora il compito di Molly è anche quello di arrestare i malviventi. Bill, suo marito, si offre di aiutarla, ma lei non accetta il suo aiuto. Quando però viene catturata da un malvivente accusato di omicidio ed è tenuta prigioniera nella capanna dell'uomo, Bill - che era partito alla sua ricerca- dopo averla liberata, le dice di andare a casa e di aspettarlo là. L'ex sceriffo non ha problemi nel mettere le manette all'uomo che poi porta dalla moglie. Le consegna una pistola e le affida il prigioniero che lei porta in cella, attraversando la città. Gli abitanti, al vederla passare con Evans, sono convinti di aver fatto bene quando hanno votato per un così bravo sceriffo. Lei, però, conscia di non essere così brava, dopo aver messo il criminale dietro le sbarre, torna a casa. Fattasi un bel pianto, si toglie il distintivo da sceriffo e lo appunta al petto del marito.

## Produzione
Il film fu prodotto dalla Lubin Manufacturing Company.

## Distribuzione
Distribuito dalla General Film Company, il film - un cortometraggio in una bobina - uscì nelle sale statunitensi il 9 febbraio 1911.